# Sidney Gilliat
Sidney Gilliat (* 15. Februar 1908 in Edgeley; † 31. Mai 1994 in Pewsey Valle, Wiltshire) war ein britischer Drehbuchautor, Filmregisseur und Filmproduzent.

## Leben
Sidney Gilliat arbeitete zunächst als Journalist und kam dann als Assistent von Drehbuchautoren und als Gagman zum Film. Als Co-Autor verfasste er 1932 sein erstes Drehbuch und war dann für einige Jahre überwiegend in Produktionen von Michael Balcon tätig. Mit seinem Kollegen Frank Launder entwickelte sich in dieser Zeit eine langjährige Zusammenarbeit, die neben dem Schreiben von Drehbüchern im Lauf der Jahre auch die Regie und die Produktionsverantwortung umfasste. Neben Reihe von durchschnittlichen Unterhaltungsfilmen verfassten sie auch das Buch zu Eine Dame verschwindet unter der Regie von Alfred Hitchcock sowie mehrerer Filme von Carol Reed. Ab Beginn der 1960er Jahre war Gilliat als Leiter der Shepperton Studios tätig, gründete die britische Drehbuchautoren-Vereinigung und war kaum noch als Autor oder Regisseur aktiv.

## Filmografie (Auswahl)

### Drehbuchautor
- 1930: Red Pearls
- 1930: Lord Richard in the Pantry
- 1930: Bed and Breakfast
- 1931: The Happy Ending
- 1931: A Gentleman of Paris
- 1932: Lord Babs
- 1933: Rom-Expreß (Rome Express)
- 1933: Orders Is Orders
- 1934: Jack Ahoy
- 1934: Chu-Chin-Chow
- 1935: Bulldog Jack (Alias Bulldog Drummond)
- 1935: King of the Damned
- 1936: Twelve Good Men
- 1936: Eine Leiche in Nizza (Seven Sinners)
- 1936: Der Mann, der sein Gehirn austauschte (The Man Who Changed His Mind)
- 1936: Strangers on Honeymoon
- 1937: Take My Tip
- 1938: Strange Boarders
- 1938: Eine Dame verschwindet (The Lady Vanishes)
- 1938: The Gaunt Stranger
- 1939: Riff-Piraten (Jamaica Inn)
- 1939: Inspector Hornleigh on Holiday
- 1940: They Came by Night
- 1940: The Girl in the News
- 1940: Night Train to Munich
- 1941: Kipps – Roman eines einfachen Menschen (Kipps)
- 1942: Partners in Crime (Kurzfilm)
- 1942: The Young Mr. Pitt
- 1943: Millions Like Us
- 1944: Two Thousand Women
- 1945: Waterloo Road
- 1945: Der letzte Sündenfall (The Rake’s Progress)
- 1946: I See a Dark Stranger
- 1946: Achtung: Grün (Green for Danger)
- 1948: London Belongs to Me
- 1950: Staatsgeheimnis (State Secret)
- 1953: The Story of Gilbert and Sullivan
- 1954: Die Schönen von St. Trinians (The Belles of St. Trinian’s)
- 1955: So etwas lieben die Frauen (The Constant Husband)
- 1955: Geordie
- 1956: Der grüne Mann (The Green Man)
- 1957: Am seidenen Faden (Fortune Is a Woman)
- 1957: Blue Murder at St Trinian’s
- 1959: Der Wahlk(r)ampf (Left Right and Centre)
- 1960: The Pure Hell of St Trinian’s
- 1972: Mord nach Maß (Endless Night)

### Regisseur
- 1942: Partners in Crime (Kurzfilm)
- 1943: Millions Like Us
- 1945: Waterloo Road
- 1945: Der letzte Sündenfall (The Rake’s Progress)
- 1947: Achtung: Grün (Green for Danger)
- 1948: London Belongs to Me
- 1950: Staatsgeheimnis (State Secret)
- 1953: The Story of Gilbert and Sullivan
- 1955: So etwas lieben die Frauen (The Constant Husband)
- 1957: Am seidenen Faden (Fortune Is a Woman)
- 1959: Der Wahlk(r)ampf (Left Right and Centre)
- 1961: Lieben kann man nur zu zweit (Only Two Can Play)
- 1966: The Great St. Trinian’s Train Robbery
- 1971: Mord nach Maß (Endless Night)

### Produzent
- 1945: Der letzte Sündenfall (The Rake’s Progress)
- 1946: I See a Dark Stranger
- 1946: Achtung: Grün (Green for Danger)
- 1947: Captain Boycott
- 1948: London Belongs to Me
- 1949: Die blaue Lagune (The Blue Lagoon)
- 1950: Das doppelte College (The Happiest Days of Your Live)
- 1950: Staatsgeheimnis (State Secret)
- 1951: Maxie macht Karriere (Lady Godiva Rides Again)
- 1952: Folly to Be Wise
- 1953: The Story of Gilbert and Sullivan
- 1954: Die Schönen von St. Trinians (The Belles of St. Trinian’s)
- 1955: So etwas lieben die Frauen (The Constant Husband)
- 1955: Geordie
- 1956: Der grüne Mann (The Green Man)
- 1957: Am seidenen Faden (Fortune Is a Woman)
- 1957: Blue Murder at St Trinian’s
- 1959: Der Wahlk(r)ampf (Left Right and Centre)
- 1959: Ein Schotte auf Brautschau (The Bridal Path)
- 1960: The Pure Hell of St Trinian’s
- 1962: Lieben kann man nur zu zweit (Only Two Can Play)
- 1965: Joey Boy